# Amager Fælled
Amager Fælled er et overvejende fredet naturområde i den nordvestlige del af Amager, beliggende vest for den nye bydel Ørestad nord. Den afgrænses mod øst af Ørestads Boulevard, Artillerivej mod vest, Vejlands Allé mod syd og Islands Brygge mod nord. Mod syd ligger også den noget større Kalvebod Fælled. Fælleden
er præget af ler- og kalkholdig råjord og ældre byggeaffald; begge dele indeholder meget lidt organisk materiale og giver derfor gode forhold for pionerplanter, men man kan også finde en sø, Grønjordssøen, og en nyanlagt kanal i området. Fælleden udgør i dag 223 ha (2,23 km2).
Amager fælled består dels (mod sydvest) af opfyld på gammel losseplads, centralt af ældre opfyld især af bortkørt jord og byggeaffald, men i en rand mod øst af oprindelig strandeng og mod nord af gamle holme og gammel rørskov. I nogle områder hvor den oprindelige overjord er bevaret, ses en kraftigere vækst hvor der er udviklet egentlige skovpartier. Specielt strandengen men også andre dele af fælleden er habitat for en række rødlistede og/eller EU-beskyttede arter omfattende planter, svampe, padder og insekter.
Strandengen var ikke omfattet af den oprindelige fredning fra 1992, og var udlagt til salg af byggegrunde, hvoraf indtægten skulle medgå til at finansiere Københavns Kommunes gæld (i form af driftsselskabet By & Havn) fra metrobyggeriet. Da salget af byggegrunde skulle realiseres, gav det betydelig presseomtale og kritik op til kommunevalget i 2017, og et flertal af partier i Københavns Kommune lovede at strandengen ikke skulle bebygges. I sidste ende var det dog ikke kun op til borgerrepræsentationen, men Folketinget som i marts 2019 vedtog at frede strandengen, men til gengæld affrede tre andre områder, herunder området på fælleden omkring vandrerhjemmet kaldet "Lærkesletten".

## Historie

### Gammel tid
Fælleden var tidligere et typisk amagerkansk græsningsareal ud til kysterne. Dens lave beliggenhed gjorde, at oversvømmelser af området forekom. Digevej lidt øst for Amager Fælled er et tegn på, at diger var nødvendige i dette område. Allerede under Christian d. 4. besluttedes det at benytte området til militær brug, og et antal skanser og blokhuse blev anlagt.
Skydeøvelser på Amager Fælled begyndte i 1673, hvor det blev bestemt, at man holdt skydeøvelse hver lørdag. Her skød man fra den allernordligste del af fælleden ud over de sydligere dele.
I 1765 anlagdes faste batteri, hvor politiskolens barak nord for Njalsgade ligger, og i 1830-67 anlagdes skydebaner i området øst for det nuværende H/F Bryggen. Samtidig anlagdes Artillerivej som et dige, der fortsatte fra sydenden af vejen langs med den daværende kystlinje langs med den nuværende Vejlands Allé, ned til hvor Bella Centeret nu ligger.
Ved udskiftningen af Amager Fælled (under landboreformerne) i 1784-85 fik kommunen ret til græsning af kreaturer på området.
En af Københavns henrettelsespladser, hvor den sidste henrettelse fandt sted i 1845, lå på Amager Fælled.
I 1880'erne opførtes flere barakker, og i 1917 en hangar for hærens observationsballoner, det nuværende Ballonparken. Fra 1884 kender man også den ældste dokumenterede renovationsplads på området syd for Amager Boulevard langs Artillerivej, omtrent hvor Statens Seruminstitut nu ligger.
Den første egentlige opfyldning fandt sted efter år 1900 og hermed skabtes Islands Brygge. Islands Brygge blev oprindeligt bebygget i adskillige faser i perioden 1903-1933.Den næste renovationsplads kendes fra 1901 ved fælledens østlige grænse i området, hvor Røde Mellemvej slår et knæk ved H/F Sundbyvester.
Ud i vådområdet begyndte man at fylde op i 1930'erne med dagrenovation, industriaffald, jord og byggeaffald. Fra november 1945 begyndte man at køre dagrenovation ud for enden af Artillerivej, og i 1957 blev her officielt etableret losseplads. Herfra skete dels opfyldning østpå, dels sydpå hvorved man forlængede Islands Brygge.

### Nyere tid
Området blev benyttet af militæret indtil 1950'erne, hvorefter de flyttede til Kalvebod Fælled. Områdets sumpede karakter gør, at ikke alle granater detonerede, og i 2000 og 2015 blev området ryddet for ammunition.
I sidste del af det 20. århundrede blev den vestlige del af fælleden anvendt som losseplads, udtrykket "lorteøen" menes at være inspireret af dette forhold. Men udtrykket "lorteøen" stammer nok snarere fra det forhold, at man i sin tid tømte de københavnske latriner på Amager, nærmere bestemt på den nordlige del af øen, omkring Kløvermarken. Den vestlige del af fælleden var en del af Sydhavnen før i tiden, men det meget affald hævede efterhånden overfladen, så også dette område blev landfast.
Omkring 1960 blev etableret en jordtip i den nordøstlige del af fælleden med tilkørsel fra Grønjordsvej. Efterhånden endte man med en smal fjord ind i området, og først i 1970 var hele området med den nuværende kystlinje skabt. Lossepladsen blev lukket igen i 1974. Fra 1960 blev der både deponeret slam og flydende kemikalieaffald på lossepladsen. 1964 etableredes en række depoter for muld og siden udgravningsjord i det vestlige område langs den gamle skydebanevej. Hvor H/F Sønderbro nu ligger opfyldtes med skrald, jord- og byggeaffald bl.a. fra anlægget af Hvidovre Hospital, der påbegyndtes i 1968. H/F Sønderbro flyttede ind på området i 1977, og i 1981 konstateredes opsivning af methangas fra affaldet i den østlige del af haveforeningen.
I 1990 blev den sydvestlige del fredet sammen med det syd for liggende Kalvebod Fælled. Arealet, som var landzonedelen, afgrænses i grove træk mod nordøst af den gamle kystlinie. Byzonedelen med strandengen omfattede den ikke opfyldte del af Amager Fælled. Den havde Danmarks Naturfredningsforening også ønsket fredet men havde accepteret, at den ikke blev det, fordi kommunen havde lovet at beskytte området som naturområde gennem kommuneplanlægningen. Da kommunen - trods løftet til Danmarks Naturfredningsforening - sammen med staten i 1991 foreslog, at det meste af strandengen blev bebygget, rejste Danmarks Naturfredningsforening fredningssag for hele den ikke fredede del af Amager Fælled. Fredningsnævnet gennemførte fredningen den 18. juni 1992. Kommunen og regeringen ønskede imidlertid at bygge på strandengen og ophævede ved lov dagen efter den del af fredningen, der omfattede strandengen. Det er derfor kun det vestlige område af Amager Fælled, der er fredet.
Inden vedtagelse af Ørestadsloven blev der lavet en Helhedsplan. Den anbefalede, at området omkring Grønjordssøen og nord for blev omfattet af naturbeskyttelsesbestemmelser. Der blev samtidig givet mulighed for, at kommunen gennem kommuneplanlægningen kunne tillade byggeri på den sydlige del af strandengen på Amager Fælled. Kommunen havde frem til 2017 planer om at bebygge dette område, men stor borgermodstand fik i september 2017 kommunen til at opgive planerne herom.
I dag er fælleden et meget anvendt rekreativt areal, hvor motionister, solbadere, skoleklasser og fuglekiggere kan nyde det grønne, fredede område, der ligger tæt på byens pulserende liv. Om sommeren kan man i nogle dele af fælleden støde ind i græssende køer. Ved Artillerivej ligger Zigøjnerpladsen med to parkeringspladser, hvorfra der er nem adgang til fælleden.
Siden Ørestad, golfbanen ved Bella Centeret og Metroen blev bygget, er fælledens størrelse blevet begrænset.